# 형평법상 재산권의 이전
|                                           |
| 미국의 재산법                             |
| 미국법 시리즈                             |
| 재산 획득                                 |
| 증여 · 취득시효 · 채권양도                |
| 유실물                                    |
| 처분 · 위탁 · 허가                        |
| 재산권                                    |
| 완전 사유권 · 단순부동산권 · 한사부동산권 |
| 생애부동산권 · 조건부 부동산권            |
| 미래권리 · 부동산 공동소유                |
| 부동산임차권 · 연립주택                   |
| 토지권리의 양도 증서                      |
| 선의의 취득자 · 권원등기제도              |
| 양도증서에 의한 금반언 · 권리 포기서      |
| 임대차 · 형평법상 재산권의 이전           |
| 소유권부담제거소송 · 국가귀속             |
| 미래사용 제한                             |
| 양도제한                                  |
| 영구구속금지의 원칙                       |
| 쉘리사건의 원칙                           |
| 상속권원우선원칙                          |
| 비소유 토지권                             |
| 지역권 · 이익                             |
| 토지와 함께 이전하는 약관                 |
| 에퀴티상의 지역권                         |
| 관련 주제                                 |
| 부착물 · 훼손 · 분할                      |
| 용수권                                    |
| 측면‧지하지지권                           |
| 네모닷                                    |
| 미국법의 다른 영역                        |
| 계약법 · 불법행위법                       |
| 유언신탁법                                |
| 형법 · 증거법                             |

형평법상 재산권의 이전 혹은 형평상의 소유권귀속, 또는 형평법상의 전환의 법리란 부동산 매매계약에서 매매가 완료되기 전에 매수인이나 매도인이 사망하는 경우 또는 목적물이 멸실되는 경우에 매수인에게 형평법상으로 재산권이 이전된 것으로 보는 영미법상의 원칙이다.

## 사례
1984년 11월 1일에, 매수인은 200억에 호텔을 매수하기로 매도인과 계약을 하고 당일 매매가를 전부 지불하고 1984년 12월 1일에 건물을 인도하기로 하였다. 하지만 1984년 11월 24일에서 호텔에 화재가 나서 전소된 경우, 매도인은 형평법상 호텔 재산권이 이미 이전되었다고 주장할 수 있다.

## 한국과 비교
한국의 경우 물권행위의 독자성을 인정하는 입장에서 원칙적으로 부동산이전계약과 실제 잔대금지급 및 소유등기이전행위를 분리된 실체로 보아 후자의 행위시 물권행위가 존재하는 것이 원칙적인 계약형태로 보나 법률에 무지한 입장에서 부동산이전계약서를 작성하고 사인하면 비록 소유권증서가 내게 아직 넘어오지 않더라도 상대방은 이를 반드시 계약의무로서 이행해야 한다는 기대하에서 부동산 소유권은 내것이라는 내적 확신을 갖게 되므로 미국은 이러한 법감정을 형평법, 법리화하여 부동산이전계약이 체결되면 매수인은 형평상의 재산권을 획득했다고 본다.

## 참고 문헌
- 박홍래, 미국 재산법, 전남대학교 출판부, 2004.

## 같이 보기
- 위험부담
- 대상청구권